# 돼지치기 왕자

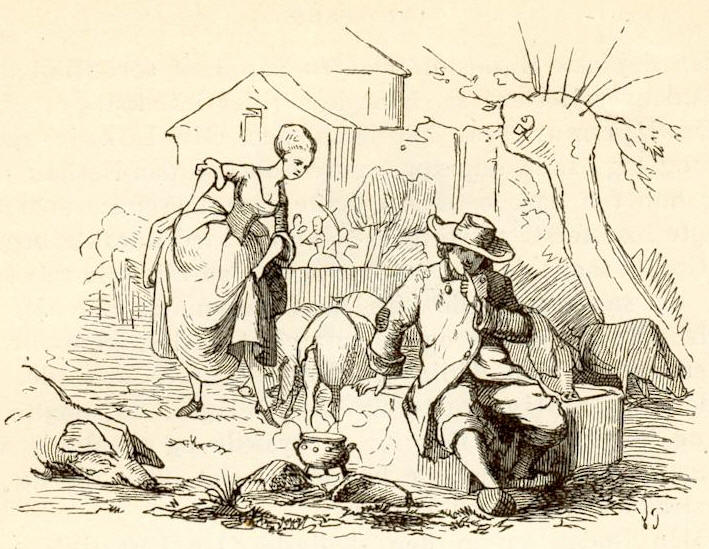
돼지치기 왕자의 삽화

돼지치기 왕자(덴마크어: Svinedrengen)는 한스 크리스티안 안데르센의 동화로, 거만한 공주를 구하는 돼지치기로 자신을 위장한 왕자에 관한 이야기이다. 이 이야기는 1841년 12월 20일에 덴마크 코펜하겐의 C. A. 레이첼이 어린이를 위한 동화책에 처음으로 수록했다. 비슷한 이야기가 알려져 있지만 이 이야기는 안데르센과 독창적인 것으로 보인다.